# Madonna Nędzarzy
Madonna Nędzarzy, inna pisownia Madonna nędzarzy – debiutancki wiersz-protest Niny Rydzewskiej, opublikowany w gwiazdkowym numerze czasopisma „Głos Prawdy” w roku 1927. Utwór zajął, dzięki głosowaniu czytelników, pierwsze miejsce w Plebiscycie na najlepszy wiersz roku, ogłoszonym przez Głos Literacki.  

## Treść
Wiersz ma postać modlitwy do Matki Boskiej o opiekę nad nędzarką i jej dzieckiem, którzy zostali drastycznie przedstawieni: dziecko jest „całe w krostach”, oboje mają „zaropiałe oczy”.

## Protesty
Kilka dni po publikacji tekstu gwałtownie zaprotestowały grupy endeckie, wnioskując w tej sprawie do Ministra Sprawiedliwości, do prokuratory generalnej oraz do Sądu Najwyższego o ukaranie autorki za bluźnierstwo.
Napisano między innymi:
Publicznie popełniona została podłość, publicznie też zadośćuczynienia i kary w imieniu wszystkich katolików żądamy. W gwiazdkowym numerze czasopisma mianującego się »Głos Prawdy« pomieszczony został wiersz podpisany przez niejaką Ninę Rydzewską, zawierający tak w swej treści, jak i w formie, bezczelne i ohydne bluźnierstwo. Prokuratura Państwowa milczy. Zbrodniarka nie jest ścigana! Opinia społeczna, pisarze i krytycy (m.in. Wiadomości Literackie) byli po stronie poetki. Do redakcji literackich czasopism i gazet napływały zbiorowe protesty przeciwko prześladowaniu Rydzewskiej.
Oburzenie spowodowała zwłaszcza ostatnia strofa, w której nazwano Matkę Boską siostrą Matki Nędzarzy:

Wstydź się, Prześliczna Panno,

Wyznaj swój grzech przed Bogiem

Że siostra twa – Matka Nędzarzy

Umiera z głodu pod progiem